# Gräfsnäs
Gräfsnäs si trova nel comune di Alingsås nella contea di Västra Götaland.
Accanto a Gräfsnäs, su una piccola penisola nel lago Anten, si trovano le rovine del castello di Gräfsnäs costruito a metà del XVI secolo e sostituì l'ex castello di Loholm , che si trovava a Loholmen più a est nel lago.